# Northland (schiereiland)
Het schiereiland Northland (in vroeger tijden het North Auckland-schiereiland genoemd) ligt in het uiterste noorden op het Noordereiland van Nieuw-Zeeland. Het schiereiland scheidt de Tasmanzee van de Grote Oceaan. Het is verbonden met de rest van het eiland door de landengte van Auckland, een smal stuk land tussen de Waitematā-haven en de Manukau-haven in het midden van het grootstedelijk gebied van Auckland. Van het schiereiland maakt 80 % deel uit van de regio Northland, het zuidelijke deel van het schiereiland valt in administratief opzicht onder de regio Auckland.
Het schiereiland strekt zich naar het noordwesten uit over een lengte van ongeveer 330 kilometer vanaf de landengte van Auckland en bereikt een maximale breedte van 85 kilometer. Het heeft een ingewikkelde kustlijn, met veel kleinere schiereilanden die er vanaf vertakken. De laatste 100 kilometer van zijn totale lengte is het Aupouri-schiereiland - een schiereiland op een schiereiland. Dit schiereiland versmalt zich tot slechts ongeveer 10 kilometer breed. Aan het noordelijke uiteinde omvat het Aupouri-schiereiland een aantal kapen: Kaap Maria van Diemen, Kaap Reinga, Noordkaap en de Surville-kliffen, het noordelijkste punt, op 34° 23' 47" zuiderbreedte.
De Kaipara-haven, halverwege de westelijke kust van het schiereiland, is een van de grootste natuurlijke havens ter wereld, met een lengte van zo'n 65 kilometer van noord naar zuid. Verder naar het noorden ligt de kleinere haven van Hokianga, die van historisch en cultureel belang is, vooral voor de Maori-bevolking. Een andere historisch belangrijke locatie is Waitangi en de omliggende Bay of Islands. Dit was een belangrijke nederzetting in het vroege koloniale Nieuw-Zeeland en was de plaats van de eerste ondertekening van het Verdrag van Waitangi, dat wordt gezien als het grondvestingsdocument van de natie van Nieuw-Zeeland.
De grootste nederzetting op het schiereiland (behalve delen van de agglomeratie van Auckland) is Whangarei, gelegen aan een havenopening aan de Stille Oceaan, dicht bij het breedste punt van het schiereiland.